# Lukocrevo
Lukocrevo (cyr. Лукоцрево) – wieś w Serbii, w okręgu raskim, w mieście Novi Pazar. W 2011 roku liczyła 132 mieszkańców.